# 신철휴
신철휴(申喆休, 1898년 5월 17일~1980년 1월 23일)는 한국의 독립운동가이다.

## 생애
1919년, 신흥무관학교 졸업한 그는 그해 11월 9일 만주 지린성에서 열린 의열단 결성에 참가했다.
의열단 단원으로 1920년 초에 곽재기 등과 만주로부터 폭탄 등 무기를 가지고 밀양경찰서 폭파거사를 계획하던 중 1920년 6월에 구영필(具寧必)의 밀고로 인해 1921년 6월, 치안유지법 위반으로 경성지방법원에서 징역 7년형을 선고받게 되었다.
춘옥 이후에는 신간회 고령지부장, 조선중앙일보 지국장 등으로 활동했다.